# خادم منزلي
الخادم المنزلي هو خادم حاسوبي يُشغل في بيئة منزلية خاصة، ويعمل على توفير مجموعة من الخدمات لأجهزة أخرى سواء داخل الشبكة المنزله أو خارجها عبر الإنترنت. تشمل هذه الخدمات عادةً إدارة الملفات والطابعات، وتقديم محتوى الوسائط المتعددة، والتحكم في أنظمة التشغيل الآلي للمنزل، بالإضافة إلى استضافة خدمات الويب (سواء على شبكة محليه أو عبر الإنترنت). كما يوفر الخادم المنزلي إمكانيات مثل التخزين المؤقت خدمة الويب ، ومشاركة الملفات ومزامنتها، ومراقبة مسجل الفيديو الرقمي، ومشاركة التقويم وجهات الاتصال ومزامنتها، فضلًا عن مصادقة الحسابات وخدمات النسخ الاحتياطي للبيانات.
نظرًا لأن الشبكات المنزلية عادةً ما تحتوي على عدد قليل نسبيًا من أجهزة الكمبيوتر، فإن الخادم المنزلي لا يتطلب عادةً قوة حوسبة كبيرة. يمكن إنشاء الخوادم المنزلية بطريقة "اافعل ذلك بنفسك" باستخدام جهاز كمبيوتر قديم يتم تعديله، أو باستخدام جهاز كمبيوتر صغير وموفر للطاقة (مثل جهاز الكمبيوتر أحادي اللوحة)؛ كما تتوفر أيضًا أجهزة خادم منزلية تجارية مُعدة مسبقًا. في بعض الأحيان، يُستخدم مصدر طاقة غير قابل للانقطاع (UPS) لحماية البيانات من التلف في حالة انقطاع التيار الكهربائي.

## الخدمات التي تقدمها الخوادم المنزلية

### الإدارة والتكوين
غالبًا ما تعمل الخوادم المنزلية بدون شاشة عرض (أي "بدون رأس")، ويمكن إدارتها عن بُعد. يتم ذلك إما من خلال واجهة سطر أوامر، أو بشكل رسومي عبر أنظمة سطح مكتب بعيد مثل بروتوكول سطح المكتب البعيد (RDP)، أو <b>VNC</b>، أو Webmin، أو <b>Apple Remote Desktop</b>، بالإضافة إلى العديد من الأنظمة الأخرى المتاحة.
تتضمن بعض أنظمة تشغيل الخوادم المنزلية، مثل ويندوز هوم سيرفر ، واجهة مستخدم رسومية (GUI) موجهة للمستهلك لتسهيل الإعداد والتكوين. يمكن الوصول إلى هذه الواجهة من أجهزة الكمبيوتر المنزلية المتصلة بالشبكة المحلية، وكذلك عن بعد عبر الإنترنت من خلال ميزة الوصول عن بعد. في المقابل، تسمح أنظمة تشغيل أخرى للمستخدمين ببساطة باستخدام الأدوات الأصلية للنظام لإجراء التكوينات اللازمة.

### تخزين مركزي
غالبًا ما تعمل الخوادم المنزلية كتخزين متصل بالشبكة (NAS)، وتتمثل فائدتها الأساسية في توفير إمكانية تخزين جميع ملفات المستخدمين بشكل آمن، مع تطبيق أذونات مرنة عليها. يمكن الوصول إلى هذه الملفات بسهولة من أي نظام آخر على الشبكة، بشرط تقديم بيانات الاعتماد الصحيحة. وينطبق هذا المبدأ نفسه على الطابعات المشتركة.
يمكن أيضًا مشاركة هذه الملفات عبر الإنترنت، مما يجعلها قابلة للوصول إليها من أي مكان في العالم باستخدام تقنيات <b>الوصول عن بعد</b> .
توفر الخوادم التي تعمل بنظام يونكس (Unix) أو لينكس (Linux)، جنبًا إلى جنب مع مجموعة Sambaالمجانية (أو بعض منتجات Windows Server – باستثناء Windows Home Server)، إمكانية التحكم في المجال، وبرامج تسجيل الدخول المخصصة، وملفات تعريف التجوال لمستخدمي إصدارات معينة من ويندوز. يتيح ذلك للمستخدم تسجيل الدخول من أي جهاز ضمن المجال والوصول إلى مجلد "المستندات" الخاص به وتفضيلات ويندوز والتطبيقات المخصصة، مما يلغي الحاجة إلى إنشاء حسابات متعددة على كل جهاز كمبيوتر في المنزل.

### خدمة الوسائط
تُستخدم الخوادم المنزلية غالبًا لتقديم محتوى الوسائط المتعددة، بما في ذلك الصور والموسيقى والفيديو في المنزل (وحتى إلى الإنترنت؛ راجع تحويل المساحة ، وتونيدو ، وأورب ). باستخدام بروتوكولات قياسية مثل DLNA أو أنظمة خاصة مثل اي تيونز ، يمكن الوصول إلى الوسائط المخزنة على الخادم المنزلي من أي غرفة في المنزل. يمكن أن تعمل أنظمة التشغيل ويندوز فيستا وويندوز 7 كخادم منزلي، وتدعم نوعًا من خدمة الوسائط التي تبث تجربة المستخدم التفاعلية إلى موسعات مركز الوسائط مثل اكس بوكس 360 .
يدعم ويندوز هوم سيرفر بث الوسائط إلى أجهزة Xbox 360 وأجهزة استقبال الوسائط الأخرى المتوافقة مع معيار DLNA، وذلك عبر تقنية Windows Media Connect المدمجة. يعمد بعض مصنعي أجهزة Windows Home Server، مثل HP، إلى توسيع هذه الوظيفة من خلال تطبيق DLNA بشكل كامل، مثل خادم <b>PacketVideo</b> TwonkyMedia.
تتوفر العديد من البرامج مفتوحة المصدر والوظيفية بالكامل لخدمة الوسائط لأنظمة لينكس. أحد الأمثلة على ذلك هو LinuxMCE، الذي يسمح للأجهزة الأخرى بالتمهيد من صورة القرص الصلب الموجودة على الخادم، مما يمكنها من التحول إلى أجهزة مثل صناديق فك التشفير. تم دمج برامج مثل Asterisk وXine MythTV (وهو حل آخر لخدمة الوسائط) وVideoLAN وSlimServer وDLNA، بالإضافة إلى العديد من المشاريع مفتوحة المصدر الأخرى بشكل كامل، لتوفير تجربة سلسة للمسرح المنزلي، والأتمتة، والاتصالات.
على خادم آبل ماكنتوش، تتضمن خيارات خدمة الوسائط كلًا من iTunes، وPS3 Media Server، Elgato. بالإضافة إلى ذلك، بالنسبة لأجهزة ماك المتصلة مباشرة بأجهزة التلفزيون، يمكن Boxee أن يعمل كواجهة مركز وسائط متكاملة الميزات.
نظرًا لأن الخوادم عادةً ما تكون قيد التشغيل على مدار الساعة، فإن إضافة موالف تلفزيون أو راديو إليها يتيح إمكانية جدولة التسجيل في أي وقت.
أصبحت خدمات مثل Windows Home Server أقل استخدامًا، ويرجع ذلك على الأرجح إلى ظهور الخدمات الحديثة مثل بليكس Jellyfin. تتيح هذه الخدمات للمستخدمين تخزين وسائطهم على أجهزة التخزين المتصل بالشبكة (NAS) وبثها، وأحيانًا تنزيلها، إلى الأجهزة داخل الشبكة، وبشكل اختياري إلى الأجهزة خارجها. تقوم هذه الخدمات تلقائيًا بفرز وسائط المستخدمين، والعثور على البيانات الوصفية، وأحيانًا الترجمات. كما أنها تتعقب وتتذكر تقدم المستخدمين داخل الفيلم أو المسلسل، مما يمكنهم من الاستمرار من حيث توقفوا.
قد تواجه هذه الخدمات انتقادات بسبب إمكانية استخدامها من قبل للقراصنة لإدارة وعرض الوسائط التي حصلوا عليها بطرق غير قانونية بسهولة.

### الوصول عن بعد
يمكن استخدام الخادم المنزلي لتوفير الوصول عن بُعد إلى المنزل من خلال الأجهزة المتصلة بالإنترنت، وذلك باستخدام برنامج سطح المكتب البعيد وأدوات الإدارة عن بُعد الأخرى. على سبيل المثال، يتيح Windows Home Server الوصول عن بُعد إلى الملفات المخزنة على الخادم المنزلي عبر واجهة ويب، بالإضافة إلى إمكانية الوصول عن بُعد إلى جلسات سطح المكتب البعيد على أجهزة الكمبيوتر الشخصية في المنزل. وبالمثل، يوفر Tonido وصولاً مباشرًا عبر متصفح الويب من الإنترنت دون الحاجة إلى إعادة توجيه المنفذ أو أي إعداد آخر. غالبًا ما يستخدم بعض المتحمسين أيضًا تقنيات الشبكة الافتراضية الخاصة (VPN) لتحقيق هذا الغرض.
من بين خدمات الخوادم المنزلية الشائعة على أنظمة لينكس، تبرز كل من VNC وWebmin. يتيح VNCللعملاء عرض سطح المكتب الرسومي للخادم عن بُعد، وكأن المستخدم يجلس أمامه مباشرة، دون الحاجة لتشغيل واجهة المستخدم الرسومية على وحدة التحكم الخاصة بالخادم؛ بل يمكن فتح بيئات سطح مكتب "افتراضية" متعددة في نفس الوقت. أما Webmin، فيسمح للمستخدمين بالتحكم في العديد من جوانب تكوين الخادم وصيانته من خلال واجهة ويب بسيطة. يمكن إعداد كلتا الخدمتين للوصول إليهما من أي مكان عبر الإنترنت .
يمكن أيضًا الوصول إلى الخوادم عن بُعد باستخدام بروتوكولات ( SSH) تل نت المعتمدة على سطر الأوامر.

### خدمة الويب
يختار بعض المستخدمين تشغيل خادم ويبلمشاركة الملفات بسهولة وعلانية، أو بشكل خاص داخل الشبكة المنزلية. بينما يقوم آخرون بإعداد صفحات الويب وتقديمها مباشرةً من منازلهم، على الرغم من أن هذا قد يتعارض مع شروط خدمة بعض مزودي الإنترنت. في بعض الأحيان، تُشغل خوادم الويب هذه على منفذ غير قياسي لتجنب حظر مزود الخدمة للمنفذ. من أمثلة خوادم الويب المستخدمة في الخوادم المنزلية: Apache وIIS.

#### وكيل الويب
تحتوي بعض الشبكات على وكيل HTTP يمكن استخدامه لتسريع الوصول إلى الويب عندما يزور عدة مستخدمين نفس المواقع، وأيضًا لتجاوز أدوات الحظر عند استخدام شبكة تابعة لمؤسسة معينة قد تحظر مواقع معينة. غالبًا ما تكون الوكلاء العامة بطيئة وغير موثوقة، لذا فإن إعداد وكيل خاص بك قد يكون خيارًا أفضل.
يمكن تكوين بعض الوكلاء (Proxies) لحظر مواقع الويب على الشبكة المحلية، وذلك إذا تم إعدادها (Transparent Proxy). كوكيل شفاف .

### بريد إلكتروني
إلى جانب الوظائف الأخرى، غالبًا ما تقوم العديد من الخوادم المنزلية بتشغيل خوادم بريد إلكتروني خاصة بها للتعامل مع رسائل البريد الإلكتروني الخاصة باسم النطاق الخاص بالمالك. تتميز هذه الخوادم بتقديم صناديق بريد أكبر بكثير وحجم أقصى للرسائل مقارنة بمعظم خدمات البريد الإلكتروني التجارية. كما أن الوصول إلى الخادم يكون أسرع بكثير نظرًا لوجوده على الشبكة المحلية، مما يوفر سرعة أكبر في التعامل مع البريد. علاوة على ذلك، يساهم هذا في زيادة الأمان حيث لا يتم تخزين رسائل البريد الإلكتروني على خادم خارجي.

### بت تورنت
تُعد الخوادم المنزلية مثالية لاستخدام بروتوكول BitTorrent لتنزيل الملفات وتوفيرها، حيث إن بعض ملفات التورنت قد تستغرق أيامًا أو حتى أسابيع لتكتمل وتعمل بشكل أفضل على اتصال غير منقطع. يتوفر العديد من العملاء المستندين إلى النصوص مثل <b>rTorrent</b>، والعملاء المستندين إلى الويب مثل TorrentFlux Tonido لهذا الغرض. كما يسهّل برنامج BitTorrent على الأشخاص ذوي النطاق الترددي المحدود توزيع الملفات الكبيرة عبر الإنترنت.

### غوفر
تُعد خدمة جوفير (Gopher) بروتوكولاً غير شائع حاليًا لاسترجاع مستندات النص التشعبي، وقد سبق ظهور الشبكة العنكبوتية العالمية وكان يتمتع بشعبية في أوائل التسعينيات. العديد من خوادم جوفير المتبقية تعمل اليوم من خلال خوادم منزلية، وذلك باستخدام برامج مثل PyGopherd وخادم جوفير باك توث (Bucktooth).[بحاجة لمصدر] 

### أتمتة المنزل
يعتمد التشغيل الآلي للمنزل (Home Automation) بشكل كبير على أجهزة تعمل باستمرار للتحكم والإدارة الفعالة. وفي حين لعبت الخوادم المنزلية التقليدية دوراً فعالاً في هذا المجال، فقد أصبح ظهور واستخدام Raspberry Pi وأجهزة الكمبيوتر ذات اللوحة الواحدة (SBCs) الأخرى بارزًا بشكل متزايد. توفر هذه الأجهزة، وخاصةً Raspberry Pi، منصة مرنة لتشغيل برامج أتمتة المنزل مثل Gladys وHome Assistant.أدى هذا التحول نحو الحلول القائمة على SBC إلى جعل أتمتة المنزل أكثر سهولة و فعالية من حيث التكلفة، مما يسمح لمجموعة أوسع من المستخدمين بالتحكم بسلاسة في مختلف أجهزة المنزل الذكي ودمجها، وبالتالي تعزيز الوظائف العامة وراحة أنظمة أتمتة منازلهم.

### مراقبة الأمن
تتوفر حلول مسجل الفيديو الرقمي (DVR) منخفضة التكلفة نسبيًا، والتي تسمح بتسجيل لقطات كاميرات الفيديو على خادم منزلي لأغراض أمنية. بعد ذلك، يمكن مشاهدة هذا الفيديو على أجهزة الكمبيوتر أو الأجهزة الأخرى المتصلة بالشبكة المنزلية.
يمكن توصيل مجموعة من كاميرات الويب الرخيصة المعتمدة على USB بخادم منزلي لإنشاء نظام مراقبة تلفزيوني مغلق (CCTV) مؤقت. يمكن اختياريًا توفير هذه الصور وتدفقات الفيديو عبر الإنترنت باستخدام البروتوكولات القياسية.

### تطبيقات العائلة
يمكن أن تعمل الخوادم المنزلية كمضيف للتطبيقات الموجهة للعائلة، مثل التقويمات العائلية، وقوائم المهام، ولوحات الرسائل المشتركة.

### IRC والمراسلة الفورية
نظرًا لأن الخادم المنزلي يعمل بشكل دائم، يمكن لعميل IRC أو عميل الرسائل الفورية (IM) الذي يعمل عليه أن يكون متاحًا بشكل كبير عبر الإنترنت. يتيح ذلك لعميل الدردشة تسجيل النشاط حتى عندما لا يكون المستخدم أمام الكمبيوتر، على سبيل المثال أثناء النوم أو في العمل أو المدرسة. يمكن فصل العملاء النصيين مثل Irssi وtmsnc باستخدام أدوات مثل GNU Screen، بينما يمكن فصل العملاء الرسوميين مثل Pidgin باستخدام <b>xmove</b>. يقدم كواسل (Quassel) إصدارًا مخصصًا لهذا النوع من الاستخدام. بالإضافة إلى ذلك، يمكن استخدام الخوادم المنزلية لتشغيل خوادم XMPP الشخصية وخوادم IRC، حيث تدعم هذه البروتوكولات عددًا كبيرًا من المستخدمين باستهلاك منخفض جدًا للنطاق الترددي.

### الألعاب عبر الإنترنت
تُتيح بعض الألعاب متعددة اللاعبين مثل كونتينيوم (Continuum)، وتريمولوس (Tremulous)، وماينكرافت (Minecraft)، ودوم (Doom)، برنامج خادم متاحًا يمكن للمستخدمين تنزيله وتشغيله لاستضافة خادم اللعبة الخاص بهم. قد تكون بعض هذه الخوادم محمية بكلمة مرور، مما يسمح لمجموعة محددة من الأشخاص، كأعضاء العشائر أو اللاعبين المدرجين في القائمة البيضاء، بالوصول إليها. بينما تكون خوادم أخرى مفتوحة للاستخدام العام، وقد تتطور لاحقًا إلى المشاركة في الموقع الاستضافة المدفوعة إذا جذبت عددًا كبيرًا من اللاعبين.

### الشبكات الاجتماعية الفيدرالية
يمكن استخدام الخوادم المنزلية لاستضافة شبكات اجتماعية موزعة مثل دياسبورا وجنو سوشيال. تسمح بروتوكولات الاتحاد، مثل أكتيفيتي بَب (ActivityPub)، للعديد من الخوادم المنزلية الصغيرة بالتفاعل بطريقة مفيدة، مما يعطي تصورًا بالوجود على شبكة اجتماعية تقليدية كبيرة. لا يقتصر الاتحاد على شبكات التواصل الاجتماعي فحسب؛ فالمطورون يعملون على العديد من خدمات الويب المجانية والمبتكرة التي تتيح للأشخاص استضافة مقاطع الفيديو والصور والمدونات الخاصة بهم، مع الاستمرار في المشاركة ضمن الشبكات الموحدة الأكبر.

### منصة الطرف الثالث
تُعد الخوادم المنزلية غالبًا منصات مرنة تتيح دمج وتطوير منتجات إضافية من جهات خارجية بمرور الوقت. فعلى سبيل المثال، يوفر ويندوز خوم سيرفر مجموعة أدوات تطوير البرمجيات (SDK)، وبالمثل،  تقدم منصة <b>Tonido</b> بيئة تطبيقات يمكن توسيعها من خلال تطوير تطبيقات جديدة باستخدام حزمة SDK الخاصة بها.

## أنظمة التشغيل
تعمل الخوادم المنزلية على مجموعة واسعة من أنظمة التشغيل. يمكن للمهتمين ببناء خوادمهم المنزلية استخدام أي نظام تشغيل متاح أو مألوف لديهم، مثل لينكس، أو مايكروسوفت ويندوز، أو BSD، أو سولاريس، أو بلان 9 من بيل لابس.
شهدت الخوادم المنزلية تطورًا كبيرًا في السنوات الأخيرة، ما أدى إلى ازدهار مجتمع يعتمد على الاستضافة الذاتية (Self-hosting) للبرمجيات. على الرغم من أن الاستضافة الذاتية قد تكون معقدة بعض الشيء، فقد بادر بعض الأفراد والمجموعات بتبسيط هذه العملية لجعلها في متناول عدد أكبر من المستخدمين.

### أنظمة التشغيل الشائعة للاستضافة الذاتية
- مظلة
- كاساوس
- نظام التشغيل ستارت أو إس
- يونو هوست
- هوم لاب أو إس
- سحابة كوزموس

## برمجة
يتوفر مئات الآلاف من التطبيقات التي يمكن تشغيلها بسهولة على الخوادم المنزلية كـحاويات (Containers). يوفر مشروع Awesome Selfhosted قائمة منتقاة لهذه التطبيقات التي يمكن تثبيتها عادةً باستخدام بضعة أوامر بسيطة عبر الحاويات، حيث تتم إدارة التحديثات والتبعيات وعملية التثبيت بشكل آلي.
بدلاً من ذلك، يمكن لمسؤولي الخادم المنزلي تثبيت معظم أنظمة التشغيل المذكورة أعلاه، والحصول على متجر تطبيقات/سوق لجعل عملية تثبيت التطبيقات أكثر ملاءمة.

## الأجهزة
تُستخدم أجهزة الكمبيوتر أحادية اللوحة بشكل متزايد لتشغيل الخوادم المنزلية، خاصةً وأن العديد منها يعتمد على معالجات ARM. بالإضافة إلى ذلك، يمكن إعادة استخدام أجهزة الكمبيوتر المكتبية والمحمولة القديمة كخوادم منزلية، مما يوفر حلاً فعالاً واقتصاديًا.
تُعد الهواتف المحمولة حاليًا قوية مثل أجهزة الكمبيوتر أحادية اللوحة التي تعتمد على معالجات ARM. ومن المتوقع أنه بمجرد أن تصبح الهواتف المحمولة قادرة على تشغيل نظام التشغيل لينكس بشكل كامل، قد تتحول الاستضافة الذاتية نحو الأجهزة المحمولة، حيث يمكن تقديم بيانات وخدمات كل فرد مباشرةً من هاتفه المحمول.
م أصبحت الأجهزة المتخصصة شائعة أيضًا في مجال الاستضافة الذاتية. تأتي بعض هذه الأجهزة في صورة جهاز تخزين متصل بالشبكة (NAS)، بينما يُصمم البعض الآخر خصيصًا من قبل الشركات للاستخدام المنزلي.

### أجهزة الاستضافة الذاتية الشائعة
- مظلة المنزل
- أستور
- راسبيري باي 5

### تعريفات الخادم
- الخادم (الحوسبة)
  - التخزين المتصل بالشبكة (NAS)
  - خادم الملفات
  - خادم الطباعة
  - خادم الوسائط

### أنظمة التشغيل
- بي إس دي يونكس
- توزيعات Illumos للمشرف الافتراضي
- توزيعات لينكس المختلفة
- خادم macOS
- سولاريس
- خادم ويندوز هوم
- أساسيات Windows Server
- الخطة 9 من مختبرات بيل - خليفة يونكس

### منتجات
- خادم HP MediaSmart

### التقنيات
- نموذج العميل والخادم
- DNS الديناميكي
- الشبكة المنزلية
- بوابة سكنية

### برامج تقديم الوسائط
- لصف الأمامي - لنظام التشغيل ماك او اس اكس
- لينكسMCE
- ميث تي في
- خادم الوسائط بليكس
- كودي
- جيلي فين

### برنامج الخادم
- مقارنة بين خوادم الويب
- قائمة برامج خادم البريد
- قائمة برامج خادم FTP
- سامبا (برنامج)
- ريال في إن سي
- طونيدو

### الشبكات المنزلية
- دوكسيس
- ج.هن
- الصفحة الرئيسيةPNA
- اتصالات خطوط الطاقة ، تحالف HomePlug Powerline
- VDSL ، VDSL2
- شبكة LAN لاسلكية ، IEEE 802.11